# Leptochiton kurnilatus
Leptochiton kurnilatus är en blötdjursart som beskrevs av Kaas 1985. Leptochiton kurnilatus ingår i släktet Leptochiton och familjen Leptochitonidae.
Artens utbredningsområde är Réunion. Inga underarter finns listade i Catalogue of Life.